# Gentamicină
Gentamicina este un medicament antibiotic din clasa aminoglicozidelor, utilizat în tratamentul unor infecții bacteriene. Printre acestea se numără infecțiile osoase, endocarditele, boala inflamatorie pelviană, meningitele, pneumonia, infecțiile de tract urinar și septicemia. Nu are efect în gonoree sau infecțiile cu Chlamydia. Gentamicina este administrată intravenos sau intramuscular, dar există și formulări pentru uz topic (utilizate în arsuri sau în infecții din jurul ochiului). Parenteral, se utilizează în tratamentul acelor infecții care sunt provocate de bacterii Gram-negative aerobe.
Molecula a fost patentată în anul 1962 și aprobată pentru uz medical în anul 1964. Se află pe lista medicamentelor esențiale ale Organizației Mondiale a Sănătății.

## Efecte adverse
Gentamicina produce reacții adverse mai puțin severe (precum greață și vărsături) și reacții adverse severe. Este nefrotoxică (poate induce toxicitate la nivel renal) și ototoxică (poate induce toxicitate la nivelul urechii interne, inclusiv probleme de echilibru și probleme de auz). Efectele adverse cauzate pot fi ireversibile. Alte efecte adverse severe sunt: scăderea numărului de hematii, reacții alergice și neuropatii.